# Звезда спектрального класса B

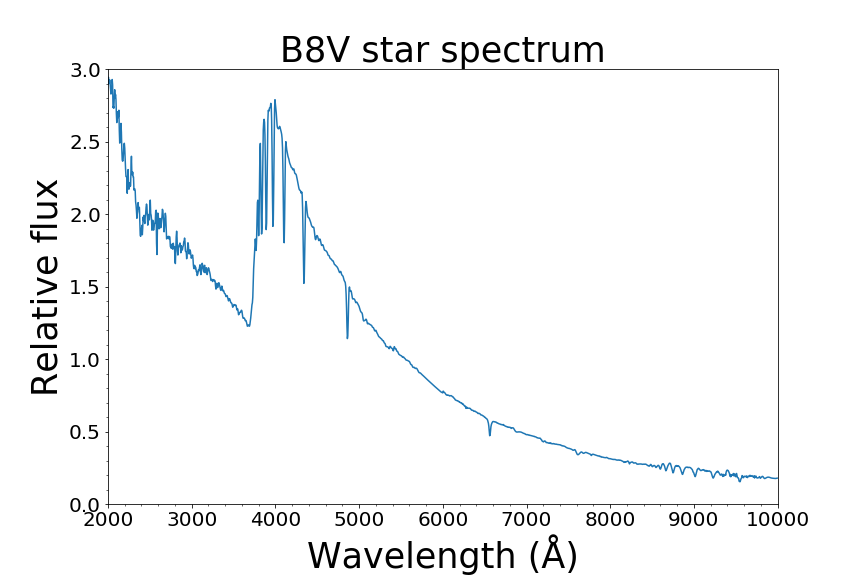
Спектр звезды класса B8V

Звёзды спектрального класса B характеризуются высокими температурами поверхности — от 10 до 30 тысяч кельвинов и бело-голубым цветом. В их спектрах присутствуют линии различных ионизованных элементов, видны слабые линии водорода, а наиболее выделяются линии нейтрального гелия. При переходе к более поздним подклассам усиливаются линии водорода, а линии нейтрального гелия, начиная с подкласса B2, ослабевают.
К классу B, как и к классу O, принадлежат в основном массивные и яркие, но короткоживущие звёзды. Эти звёзды достаточно малочисленны, но те из них, которые принадлежат к ранним подклассам, оказывают значительное влияние на собственное окружение, вносят заметный вклад в светимость галактик, где они находятся, и очерчивают их спиральную структуру.

## Характеристики
К спектральному классу B относятся достаточно горячие звёзды: их температуры составляют 10—30 тысяч кельвинов. Цвет звёзд этого класса — бело-голубой, их показатель цвета B−V составляют около −0,2m.
Как и у класса O, у звёзд класса B в спектрах наличествуют линии ионизованных элементов, например, O II, Si II и Mg II. Однако в спектрах звёзд класса B практически нет линий He II — лишь в самых ранних подклассах, не позднее B0.5, могут наблюдаться слабые линии. Линии нейтрального гелия, наоборот, очень сильны и достигают наибольшей интенсивности. Также хорошо заметны линии водорода, в частности, серия Бальмера. Часто у звёзд класса B также наблюдаются эмиссионные линии.

### Подклассы
Спектры звёзд различных подклассов B, от B0 до B9, заметно различаются интенсивностями линий ионизованного гелия и водорода. Интенсивность первых достигает максимума в B2 и понижается к более поздним классам, а вторые, наоборот, усиливаются к поздним подклассам. Таким образом, можно было бы точно определять подкласс звезды по соотношению этих линий, но в классе B часто встречаются звёзды с аномальным содержанием гелия, что не позволяет применять данный способ.
На практике используются другие критерии: для самых ранних классов, B0—B1, чаще всего рассматривают интенсивности линий Si IV λ4089 и Si III λ4552, которые оказываются равными в подклассе B0.7, а для подклассов B1—B3 сравнивают линии Si III λ4552 и Si II λ4128—4132. В обоих случаях могут измеряться и другие линии кремния в тех же степенях ионизации. В более поздних подклассах линии Si IV и Si III исчезают, и для звёзд более поздних подклассов с нормальным содержанием гелия сравнивают линии He l λ4471 и Mg II λ4481.

### Классы светимости
Абсолютные звёздные величины звёзд класса B разных классов светимости отличаются не слишком сильно, но в большей степени, чем у звёзд класса O. Так, у звёзд главной последовательности класса B5 абсолютные звёздные величины в среднем составляют −1,1m, у гигантов того же класса — −2,2m, а у сверхгигантов класса B5 ― от −5,7 до −7,0m.
Интенсивность линий He I и бальмеровской серии водорода при переходе к более ярким классам светимости понижается, зато усиливаются некоторые из линий O II, Si IV и Si III. Отношение интенсивностей этих линий позволяет определять класс светимости, хотя в поздних подклассах указанные линии кислорода и кремния практически не видны, и класс светимости определяется только по линиям серии Бальмера. В целом, для звёзд класса B определение подкласса и класса светимости связаны, поэтому их определяют итеративно.

### Дополнительные обозначения и особенности
Среди звёзд класса B довольно часто встречаются химически пекулярные. Это могут быть, например, звёзды с аномально большим или маленьким содержанием гелия, из-за чего линии этого элемента в спектре становятся, соответственно, более сильными или слабыми — в первом случае используется дополнительное обозначение h, во втором — w. Среди богатых гелием звёзд наблюдаются те, у которых интенсивность линий гелия меняется со временем: это может объясняться наличием богатых гелием участков на поверхности звезды, которые связаны с магнитным полем и из-за вращения звезды периодически оказываются не видны. Кроме звёзд с аномальным содержанием гелия, встречаются и другие пекулярные звёзды класса B — к примеру, ртутно-марганцевые звёзды с аномально сильными линиями Hg II и Mn II.
Звёзды, в спектрах которых бальмеровские линии водорода наблюдаются в эмиссии, выделяются в отдельный тип Be-звёзд. Кроме линий серии Бальмера, у них также могут наблюдаться эмиссионные линии ионизованных металлов, например, Fe II, а источником эмиссионных линий являются околозвёздные диски таких звёзд. Некоторые звёзды класса B могут периодически превращаться в Be-звёзды, затем в оболочечные звёзды со схожими спектральными характеристиками, окружённые газовой оболочкой или диском и обратно в обычные звёзды класса B. Если же в спектре, помимо бальмеровских линий, наблюдаются запрещённые линии, например, [Fe II] или [O I], то звезду относят к B[e]-звёздам — такие объекты могут иметь различную физическую природу.

### Физические характеристики

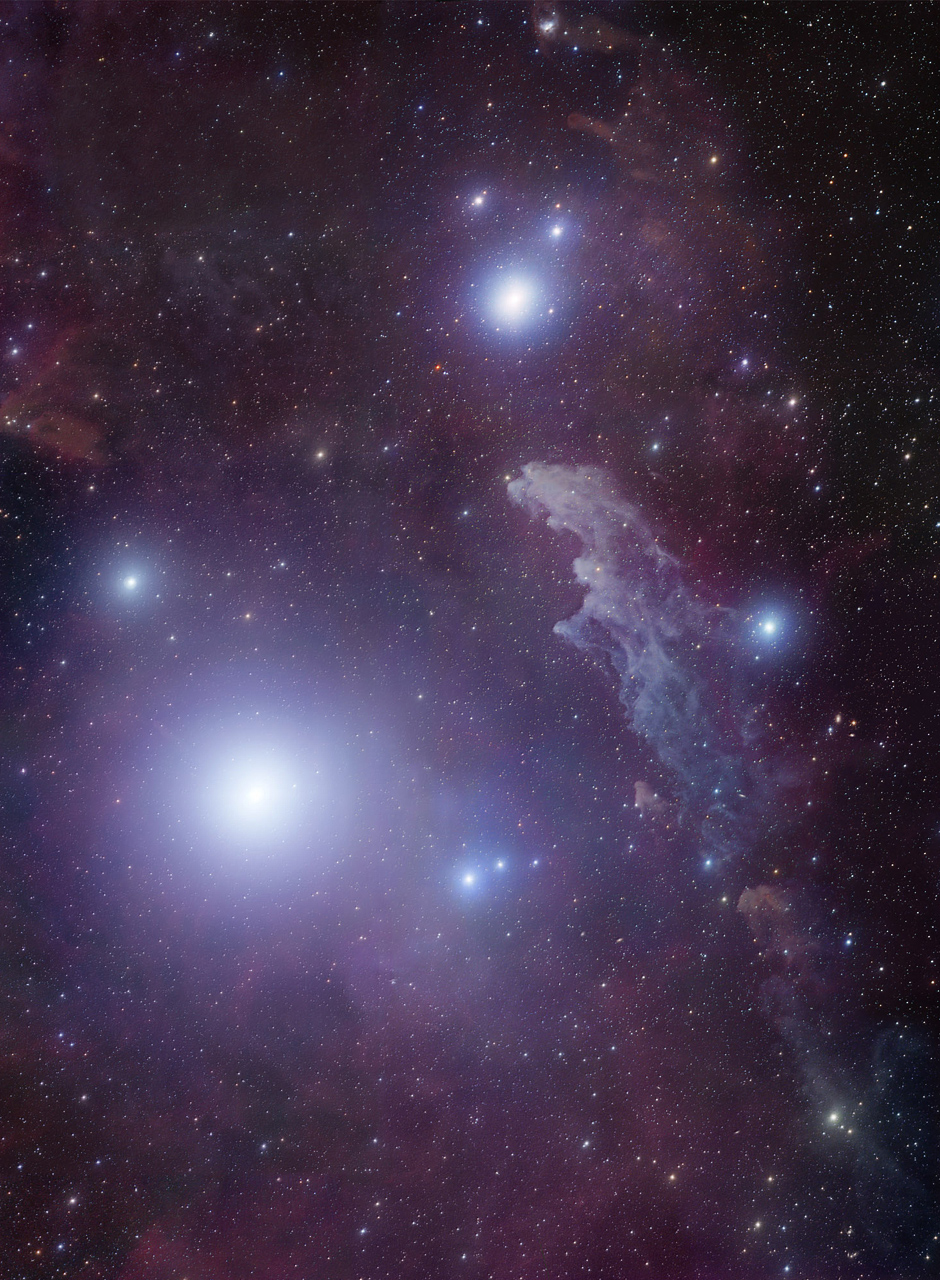
Ригель — ярчайшая звезда на изображении, относится к классу B

К спектральному классу B принадлежат в основном достаточно массивные и яркие звёзды. Так, например, звёзды главной последовательности должны иметь массы 3—20 M⊙, чтобы относиться к спектральному классу B, а их светимости составляют от 100 до 50000 L⊙. Относящиеся к классу B эволюционировавшие звёзды — например, сверхгиганты — могут иметь ещё бо́льшие массы и светимости. В любом случае, такие звёзды обычно живут десятки миллионов лет, хотя у наименее массивных срок жизни достигает нескольких сотен миллионов лет. Они относятся к экстремальному населению I.
Звёзды этого класса малочисленны — их лишь 0,09 % от общего числа звёзд Млечного Пути, но вследствие высокой яркости их доля среди наблюдаемых звёзд существенно больше. Например, в каталоге Генри Дрейпера, включающем в себя звёзды с видимой звёздной величиной до 8,5m, около 10 % звёзд относятся к классу B.
Звёзды ранних подклассов B имеют похожие физические и спектральные характеристики на те, что наблюдаются у звёзд класса O, поэтому они часто объединяются под общим названием «OB-звёзды». Эта общность, несмотря на название, не включает в себя поздние подклассы B: к ней относятся лишь звёзды массивнее 8 M⊙, живущие менее 30 миллионов лет. Таким образом, среди звёзд главной последовательности к ней принадлежат звёзды не позднее B2, а для более ярких классов светимости эта граница сдвинута к более поздним подклассам. OB-звёзды вносят основной вклад в светимость (но не массу) галактик, где они встречаются, влияют на окружающее их пространство мощным ультрафиолетовым излучением и очерчивают спиральную структуру галактик, а также играют основную роль в обогащении галактик некоторыми элементами, такими как кислород, когда взрываются как сверхновые.
Для звёзд главной последовательности класса B характерно наиболее быстрое вращение среди всех звёзд главной последовательности: средняя скорость вращения на экваторе для таких звёзд составляет около 200 км/с. Скорости вращения некоторых Be-звёзд ещё больше и могут достигать 500 км/с.
Исключение из этих закономерностей составляют субкарлики класса B. Это маломассивные звёзды на поздних стадиях эволюции, а именно ― звёзды горизонтальной ветви, лишившиеся практически всей водородной оболочки и оттого имеющие высокую температуру. Они также относятся к спектральному классу B, но существенно тусклее других звёзд этого класса.
| Спектральный класс | Абсолютная звёздная величина, m | Абсолютная звёздная величина, m | Абсолютная звёздная величина, m | Температура, K | Температура, K | Температура, K |
| Спектральный класс | V                               | III                             | I                               | V              | III            | I              |
| ------------------ | ------------------------------- | ------------------------------- | ------------------------------- | -------------- | -------------- | -------------- |
| B0                 | −4,1                            | −5,0                            | −5,8…−7,0                       | 29000          | 29000          |                |
| B1                 | −3,5                            | −4,4                            | −5,7…−7,0                       | 24500          | 24500          |                |
| B2                 | −2,5                            | −3,6                            | −5,7…−7,0                       | 19500          | 21050          | 18000          |
| B3                 | −1,7                            | −2,9                            | −5,7…−7,0                       | 16500          | 16850          |                |
| B4                 | −1,4                            | −2,6                            | −5,7…−7,0                       |                |                |                |
| B5                 | −1,1                            | −2,2                            | −5,7…−7,0                       | 15000          | 14800          | 13600          |
| B6                 | −0,9                            | −1,9                            | −5,7…−7,1                       |                |                |                |
| B7                 | −0,4                            | −1,6                            | −5,6…−7,1                       | 13000          | 13700          |                |
| B8                 | 0,0                             | −1,4                            | −5,6…−7,1                       | 11500          | 13150          | 11000          |
| B9                 | 0,7                             | −0,8                            | −5,5…−7,1                       | 10700          | 11730          |                |

## Примеры
К сверхгигантам класса B можно отнести Дзету Персея (B1Ib). Примером гиганта класса B может служить Тау Ориона (B5III), а к звёздам главной последовательности класса B относятся Эта Возничего (B3V) и 18 Тельца (B8V). Ближайшая к Земле звезда этого класса ― Регул, удалённый на расстояние в 79 световых лет, а ярчайшая при наблюдении с Земли — Ригель с видимой звёздной величиной +0,12m.
| Спектральный класс | Класс светимости | Класс светимости | Класс светимости      |
| Спектральный класс | V                | III              | I                     |
| ------------------ | ---------------- | ---------------- | --------------------- |
| B0                 | Ипсилон Ориона   | HD 48434         | Альнилам              |
| B1                 | Омега¹ Скорпиона | Сигма Скорпиона  | Ро Льва               |
| B2                 | HD 42401         | Беллатрикс       | Хи² Ориона            |
| B3                 | Бенетнаш         | HD 21483         | Омикрон² Большого Пса |
| B5                 | Ро Возничего     |                  | Алудра                |
| B7                 | HR 1029          | Альциона         |                       |
| B8                 | 18 Тельца        | Атлас            | Ригель                |
| B9                 | Омега Печи A     | HR 4712          |                       |

## История изучения
Спектральный класс B, как и другие классы, в близком к современному виде появился в работе Вильямины Флеминг к 1890 году.
Первоначально класс B определялся по отсутствию в спектрах звёзд этого класса линий He II, которые наблюдались у звёзд класса O, и по наличию линий He I, которые у звёзд класса A уже не наблюдались. Однако в дальнейшем, благодаря использованию более совершенных приборов, были обнаружены слабые линии He II в спектрах звёзд самых ранних подклассов B — до B0.5, а линии He I — у звёзд A0, поэтому такой критерий перестал быть точным.
Звёзды класса B сыграли важную роль в развитии современной системы классификации звёзд, галактической астрономии и звёздной астрофизики. Звёзды этого спектрального класса стали первыми, которые начали массово классифицировать в 1950-х и 1960-х годах. Накопление информации об этих звёздах привело к открытию спиральной структуры Млечного Пути и определению её параметров, а также к определению различных параметров рассеянных звёздных скоплений. Наконец, атмосферы этих звёзд оказались наиболее простыми для моделирования в предположении, что в них достигается локальное термодинамическое равновесие.

### Комментарии
1. ↑  Римская цифра после обозначения элемента означает его степень ионизации. I — нейтральный атом, II — однократно ионизованный элемент, III — дважды ионизованный, и так далее.
2. ↑  Более ранние и более поздние подклассы включают в себя звёзды, соответственно, более высокой и более низкой температуры. Чем больше число, обозначающее подкласс, тем он позднее.
3. ↑  В подобной записи после λ идёт длина волны исследуемой линии в ангстремах.